# Abílio Cabral
Abílio Almeida Cabral (ur. 23 lutego 1960) – angolski bokser, olimpijczyk.
Wystąpił na Letnich Igrzyskach Olimpijskich 1980 w wadze piórkowej. W 1/32 finału miał wolny los. W pojedynku 1/16 finału przegrał jednogłośnie na punkty z Fitzroyem Brownem z Gujany.